# Otto Treplin
Die Otto Treplin war ein Tonnenleger der Wasser- und Schifffahrtsverwaltung des Bundes, der ab 2008 von der Reederei Norden-Frisia als Verkehrssicherungsfahrzeug beim Bau von Offshore-Windparks eingesetzt wurde. Das Schiff war in Hamburg registriert und im Hafen Norderney stationiert.

## Geschichte
Das Schiff wurde unter der Baunummer 101 auf der Jadewerft in Wilhelmshaven als Tonnenleger gebaut. Die Kiellegung des Schiffes erfolgte am 14. Oktober 1965. Der Stapellauf fand im März, die Fertigstellung im September 1966 statt.
Das Schiff war im Dienst der Wasser- und Schifffahrtsdirektion Nord und wurde von den damaligen Wasser- und Schifffahrtsämtern in Kiel-Holtenau und Hamburg eingesetzt. Es wurde 2002 außer Dienst gestellt und in Rendsburg aufgelegt.
Zunächst war die Verschrottung des Schiffes vorgesehen. Später interessierte sich die Stiftung Hamburg Maritim für das Schiff und plante, es instand zu setzen und als Museumsschiff weiter zu betreiben. Nachdem diese Planungen nicht realisiert werden konnten, wurde das Schiff als Force als Taucherbasisschiff und Versorger von Offshore-Windparks eingesetzt. Schließlich wurde es an einen Privatmann verkauft, der es als Traditionsschiff betreiben wollte. Ende 2006 erhielt das Schiff, das als Traditionsschiff z. B. für maritime Veranstaltungen genutzt werden sollte, wieder seinen ursprünglichen Namen.
Ende Juni 2008 kaufte die Reederei Norden-Frisia das Schiff, die es über ihr Tochterunternehmen Frisia-Offshore im Bereich der Offshore-Windparks in der Nordsee als Verkehrssicherungsfahrzeug und Versorger einsetzte. Daneben war auch ein Einsatz für Forschungszwecke möglich. Das Schiff konnte auch als Basisstation für Tauchereinsätze dienen. Nachdem sich Pläne, es als Museumsschiff zu nutzen, nicht realisieren ließen, wurde die Otto Treplin im Juli 2017 abgewrackt.
Namensgeber des Schiffes ist der ehemalige Direktor der Wasser- und Schiffahrtsdirektion Kiel.

## Technische Daten und Ausstattung
Angetrieben wurde das Schiff durch zwei Achtzylinder-Viertakt-Dieselmotoren des Herstellers Klöckner-Humboldt-Deutz AG (Typ: SBA 8 M 528) mit einer Leistung von je 552 kW, die über Getriebe auf einen Verstellpropeller mit Aktivruder wirken. Das Schiff erreichte damit eine Geschwindigkeit von bis zu 13 Knoten. Für die Stromerzeugung an Bord befanden sich zwei Generatoren mit einer Scheinleistung von 145 bzw. 20 kVA an Bord. Darüber hinaus waren zwei Wellengeneratoren mit einer Scheinleistung von jeweils 425 kVA verbaut.
Das Schiff verfügte über ein Bugstrahlruder mit einer Leistung von 100 kW. Die Otto Treplin war vom Germanischen Lloyd mit der Eisklasse E klassifiziert.
Das Schiff war mit einem Kran mit einer Tragfähigkeit von 10 t (SWL) und einen Feuerlöschmonitor zur Brandbekämpfung ausgestattet. Der Kran war mit einer Seegangsfolgeeinrichtung ausgerüstet und konnte bis zu einer Krängung von 12 Grad genutzt werden. Auf dem 175 m² großen Arbeitsdeck waren Stellplätze für zwei 20-Fuß-Container vorhanden.
An Bord war Platz für zwölf Passagiere, die in Einzel- und Doppelkammern untergebracht wurden. Das Schiff konnte gut 30 Tage ununterbrochen auf See bleiben.

## Schwesterschiffe
Auf der Jadewerft und der Norderwerft wurden drei weitere Tonnenleger dieses Typs gebaut:
- Gustav Meyer (Jadewerft/Baunummer 103), seit 1967 Wasser- und Schifffahrtsamt Emden
- Konrad Meisel (Jadewerft/Baunummer 113), von 1968 bis 1998 Wasser- und Schifffahrtsamt Cuxhaven und seit 2009 als Claymore II in Neuseeland registriert
- Bruno Illing (Norderwerft/Baunummer 864) von 1968 bis 2012 Wasser- und Schifffahrtsamt Bremerhaven